# Hamburg Blues Band

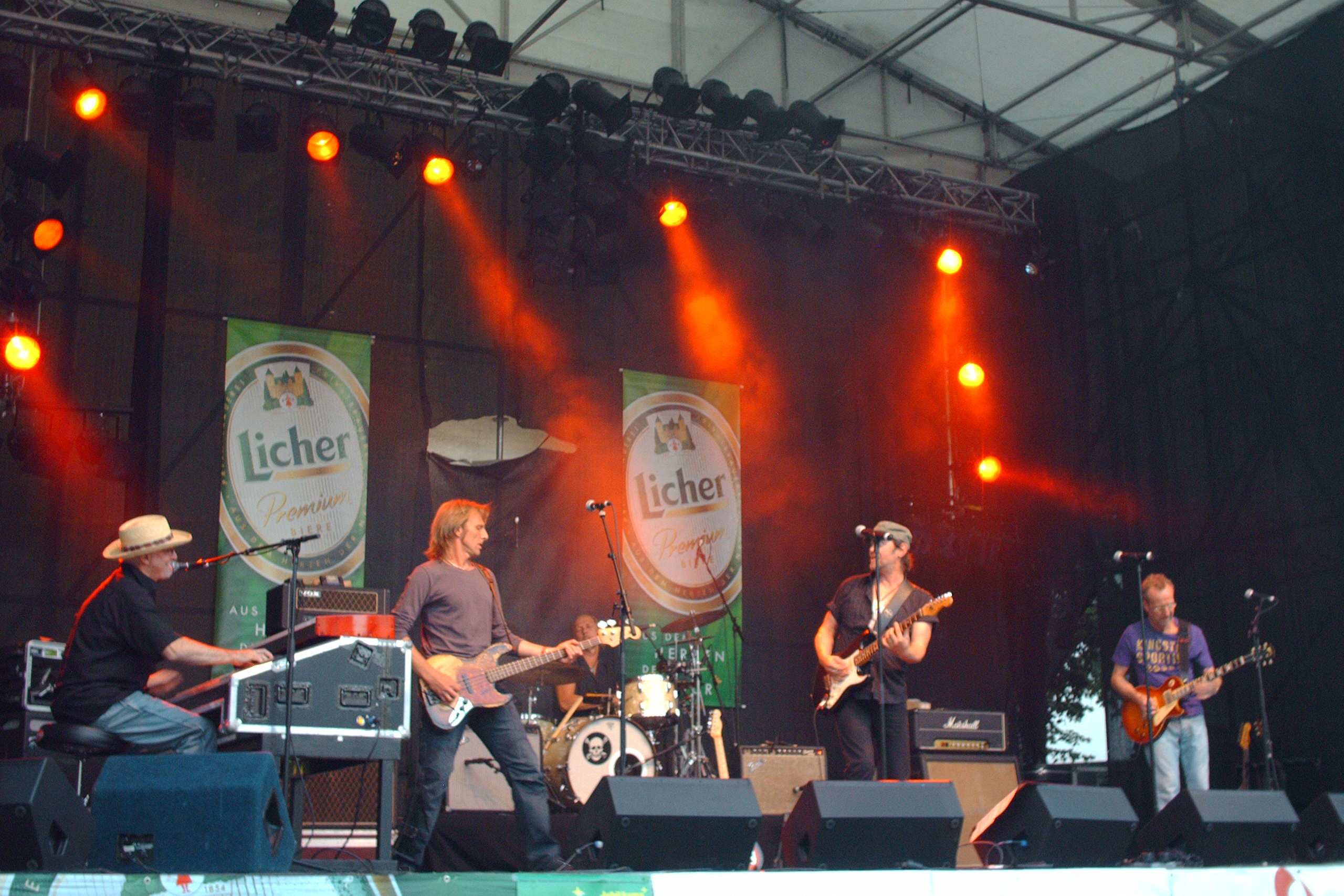
Die Hamburg Blues Band auf dem Gießener Stadtfest 2008

Die Hamburg Blues Band ist eine deutsche Blues-Rockgruppe und wurde vom Sänger und Rhythmusgitarristen Gert Lange und dem renommierten britischen Saxophonisten Dick Heckstall-Smith (vormals Bluesbreakers und Colosseum) im Jahre 1982 in Hamburgs legendärem Jazzlokal Onkel Pö, bekannt durch Udo Lindenbergs Alles klar auf der Andrea Doria, gegründet.
Die HBB spielt einen harten Blues, der besonders durch die Stimme von Gert Lange und die Gitarrenriffs von Alex Conti lebt und auch oft Hardrockelemente in die Musik miteinbezieht. In der Band dominieren besonders bei ihren Liveauftritten die beiden Protagonisten Lange und Conti.
Die aktuelle Besetzung der HBB besteht aus Miller Anderson an der Leadgitarre (ehemals bei Keef Hartley und Savoy Brown), davor waren es Clem Clempson und Alex Conti, Gert Lange (Vocals und Rhythmusgitarre), Hans Wallbaum an den Drums, Michael „Bexi“ Becker am Bass (ebenso Lake) sowie ehemals Adrian Askew an den Keyboards (ebenso Lake). Heckstall-Smith, seit Beginn fester Bestandteil der HBB, verstarb am 17. Dezember 2004 an Krebs, kurz vor der Veröffentlichung des letzten Albums „Live – On The Edge of A Knife“. Auf diesem Album wurde ihm mit seinem 18 Minuten-Titel „Woza Nasu“ (Bring Home The Goods) ein besonderes Denkmal gesetzt. Das „sechste“ Mitglied agiert hinter den Kulissen und ist der Texter Pete Brown, der schon für die Gruppe Cream schrieb und für Klassiker wie „White Room“ und „Sunshine Of Your Love“ mitverantwortlich ist.
Im Sommer 2006 wurden für das „Burg Herzberg Festival“ die „Herzberg Blues Allstars“ zusammengestellt. Die HBB bildete hier die Basisband, eröffnete das Konzert und wurde im Laufe des Abends durch viele Stars der europäischen Bluesszene verstärkt. Dies waren insbesondere: Chris Farlowe, Clem Clempson, Mike Harrison und Pete Brown. Festgehalten wurde dies auf einer vom WDR-Rockpalast produzierten Doppel-DVD.
Nach dem Ausstieg des Leadgitarristen Alex Conti im Frühjahr 2008 wurde der ehemalige Humble Pie- und (noch) Colosseum-Gitarrist Clem Clempson als festes Mitglied der Band präsentiert. Dieser verließ 2012 die Band wieder und machte für Miller Anderson Platz. Ebenfalls 2012 verließ der Keyboarder Adrian Askew die Band Lake, um fortan Clem Clempson bei dessen Solokarriere zu unterstützen. Beide spielen bereits auf dem 2008 produzierten Studioalbum „Mad Dog Blues“ mit, das allerdings erst Mitte Januar 2009 ausgeliefert wurde. 2011 gingen sie mit Arthur Brown und Chris Farlowe auf Tournee.
Bei der "Friends for a LIVEtime"-Tournee im Winter/Frühjahr 2013 traten das Trio Lange/Becker/Wallbaum weiterhin zusammen mit dem Gitarristen Miller Anderson auf. Als Gastsängerin war die ex-Stone-the-Crows-Sängerin Maggie Bell mit auf Tour.
2015 heuerte die Band den jungen Gitarristen Krissy Matthews beim Musikfestival "Musik am Noor" an. Seitdem tourt die Band mit ihm als festem Lead-Gitarristen.

## Diskografie
- 1989 Live Feat. Dick Heckstall-Smith
- 1996 Real Stuff
- 1999 Rollin’
- 2001 Touch – Mike Harrison Meets The HBB
- 2005 Live – On the Edge Of A Knife
- 2006 DVD: Burg Herzberg Festival 2006 (WDR-Rockpalast)
- 2008 Mad Dog Blues
- 2013 Friends For A LIVEtime Vol. 1